# غاريث مورغان
غاريث مورغان (من مواليد 22 ديسمبر 1943) هو منظر تنظيمي بريطاني/كندي ومستشار إداري وأستاذ أبحاث متميز في جامعة يورك في تورونتو. يُعرف بأنه مبتكر مفهوم "الاستعارة التنظيمية" ومؤلف كتاب (صور التنظيم) مع جيبسون بوريل  عام 1979 الذي يتحدث عن النماذج الاجتماعية والتحليل التنظيمي، وهو الكتاب الأكثر مبيعًا لعام 1986.

## التعليم
تعلم في كلية لندن للاقتصاد.